# Leading Success People
Leading Success People, beter bekend als LSP, was een organisatie of beweging die zich bezighield met persoonlijkheidsvorming.

## Achtergrond
Rond de jaren zeventig van de 20e eeuw vierden allerlei bewegingen met sektarische en/of persoonlijkheidsvormende inslag hoogtij. In dit landschap was de Leading Success People een buitenbeentje:
- Een relatieve "laatbloeier"
- Alhoewel niet-religieus werd de LSP ervan verdacht bepaalde hersenspoelingstechnieken te gebruiken, die op dat moment eerder geassocieerd werden met religieus georiënteerde sekten. In die zin verschilde de LSP-beweging ook sterk van het merendeel van de toenmalige persoonlijkheidsvormende trainingen (zoals bijvoorbeeld sensitivitytrainingen), die meer op de ontdekking van het diepere ik en/of interpersoonlijke relaties gericht waren.

LSP werd opgericht door de Vlamingen Bob Delbecque en Dany Leroy (respectievelijk boekhouder en bediende).

## Bedoeling
Het programma van de LSP leek vooral geïnspireerd op Norman Vincent Peales ideeën over positief denken. De LSP richtte zich op (would-be)bedrijfsleiders, kaderleden en succeszoekers van allerlei slag.
De basiscursus werd gegeven onder de naam AST (advanced success training). Na deze cursus werden de cursisten automatisch lid van de LSP-vereniging. Deze vereniging bestond uit meerdere regionale groepen die wekelijks vergaderden.
Minstens tientallen, doch vrijwel zeker honderden van deze gelukzoekers volgden het intensieve trainingsprogramma dat door de LSP via persoonlijke uitnodigingen aangeboden werd, en verkeerden daarna in de veronderstelling dat onbegrensde financiële en andere successen aan hun voeten lagen.
AST-LSP was een mentaal zeer ingrijpende training. Als de organisatie iets kon worden verweten is dat het kandidaten niet selecteerde op basis van mentale sterkte. 'Sektarisme' en 'religieuze' oriëntatie was niet aan de orde.

## Rechtszaak en schimmig voortbestaan
Rond het begin van de jaren tachtig werden de methoden van de LSP tegen het licht gehouden in de pers. Dit was voornamelijk na een zelfmoord van een cursist na het volgen van een AST-cursus. Ondertussen was de vereniging ook actief in Nederland en Frankrijk, waar eveneens cursussen werden gegeven. De LSP werd ook publiekelijk verdedigd, waaruit bleek dat waarschijnlijk meer mensen deze trainingsprogramma's gevolgd hadden dan men zich op het eerste gezicht kon voorstellen. In Nederland zette de Vereniging Leading Success People zelfs met success een kortgeding in tegen de VARA naar aanleiding van een tv-programma over LSP. De VARA verloor dat kortgeding doordat het niet zorgvuldig was geweest bij het samenstellen van het programma. Na hoger beroep en cassatie werd de uitspraak van het kortgeding bevestigd en werd de VARA en Frits Bom verboden enige uitspraak te doen die overeenkwam met de aantijgingen uit de gewraakte uitzending.
Een direct gevolg van de negatieve media-aandacht was dat "Leading Success People" korte tijd later door de beweging zelf niet meer als benaming gebruikt werd, zonder dat echt duidelijk werd welke andere benaming(en) dan wel gebruikt werd(en). De trainingen gingen evenwel nog minstens enkele jaren door. Meer dan waarschijnlijk vonden bepaalde aspecten van deze trainingen ook ingang in meer "officiële" circuits van vormingen voor kaderleden.